# Tennys Sandgren
Tennys Loren Sandgren II (/ˈtɛnɪs ˈsændɡrən/; nascido em 22 de julho de 1991) é um tenista profissional estadunidense. Ganhou um título ATP em simples e chegou às quartas de final do Australian Open duas vezes (2018 e 2020). Foi semifinalista nas duplas mistas nos Jogos Olímpicos com Bethanie Mattek-Sands.
Começou a jogar tênis com seus pais, que são da África do Sul e dos Estados Unidos, e seu irmão mais velho, Davey. Foi treinado por sua mãe e jogou tênis universitário na Universidade do Tennessee por dois anos. Tornou-se profissional em 2011 e competiu principalmente no circuito ATP Challenger até 2017, quando entrou no top 100 da ATP.